# Stijf ijzerhard
Stijf ijzerhard (Verbena bonariensis)  is een overblijvende plant uit de ijzerhardfamilie (Verbenaceae). De soort komt van nature voor in Zuid-Amerika en is van daaruit over de hele wereld verspreid. In Nederland is de soort ook ingeburgerd. Stijf ijzerhard wordt veel gebruikt als sierplant. Het aantal chromosomen is 2n = 28.
De plant wordt 30-180 cm hoog. De rechtopgaande, vierkante stengel vertakt bovenaan en is bezet met ruwe haren. In de loop der jaren verhout de basis. De stengels hebben zeer lange internodiën waardoor ze bijna bladloos lijken. De 7-13 cm lange en 5-15 mm brede, half stengelomvattende, ruwe, grijsgroene bladeren zijn langwerpig tot lineair lancetvormig en grof gezaagd. Ze zijn aan de bovenzijde iets, ruw behaard en aan de onderzijde zacht behaard. Het blad blijft in zachte winters groen.
Stijf ijzerhard bloeit vanaf juli tot in de herfst met geurende, lavendelkleurige tot roze-violette bloemen. De bloeiwijze is een tot 5 cm breed met kleverige klierharen bezet samengesteld scherm. Bij de bloei zijn de lancetvormige schutbladen ongeveer even lang als de kelk of korter. De vijf, donzig behaarde, 2,5-3,5 mm lange kelkblaadjes zijn buisvormig vergroeid met korte slippen. De lavendelkleurige tot roze-violette bloemkroon bestaat uit een vergroeide, 6-7 mm lange, donkere, fijn behaarde bloemkroonbuis en een ongeveer zes mm brede, lichtere bloemkroonrand van vijf stompe, uitgerande, ongeveer 2 mm lange bloemkroonlobben.
De vrucht is een vierkluizige vrucht met 1,5 tot 1,8 mm lange, bruine, langwerpige nootjes.

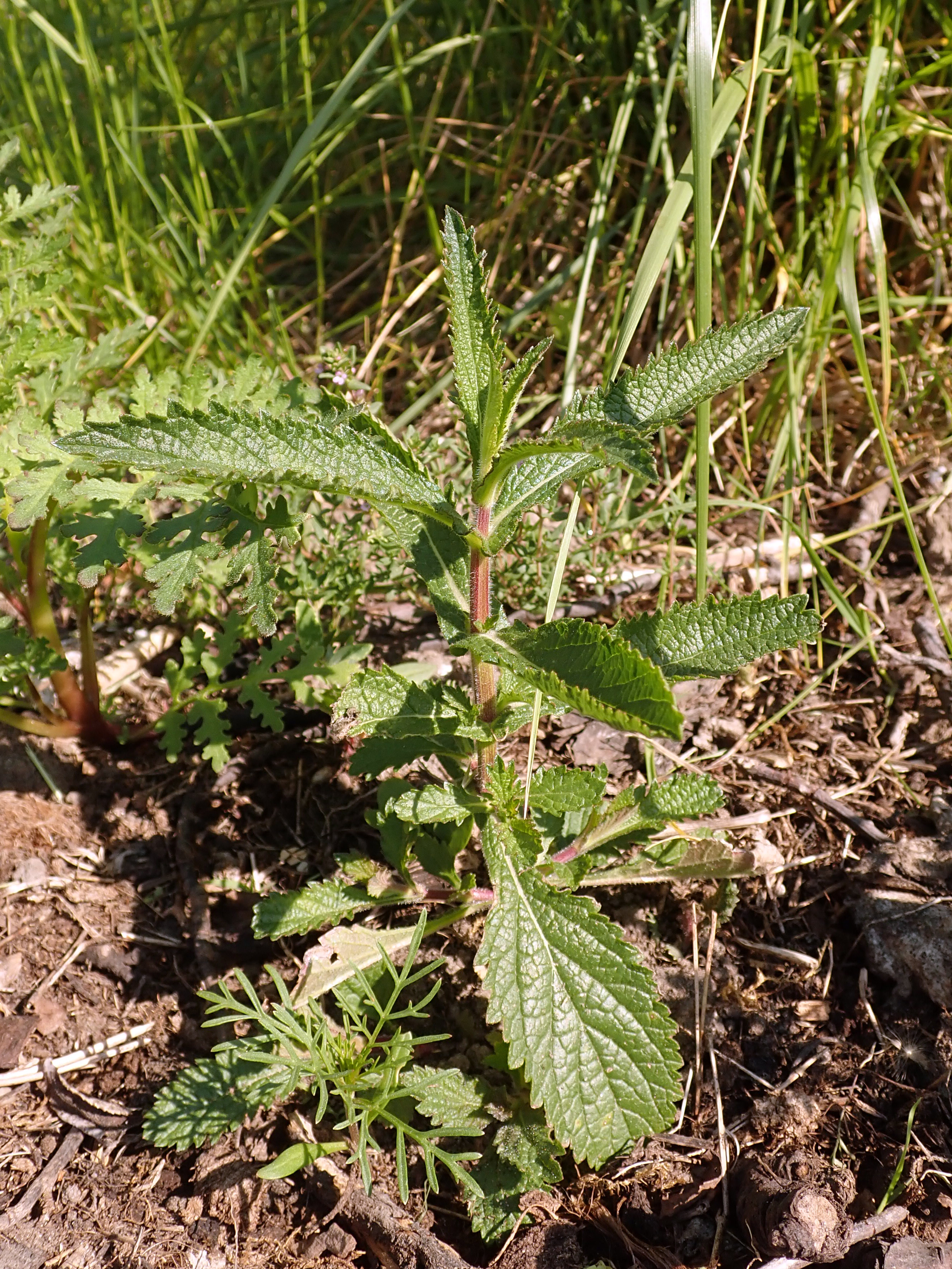
Plant
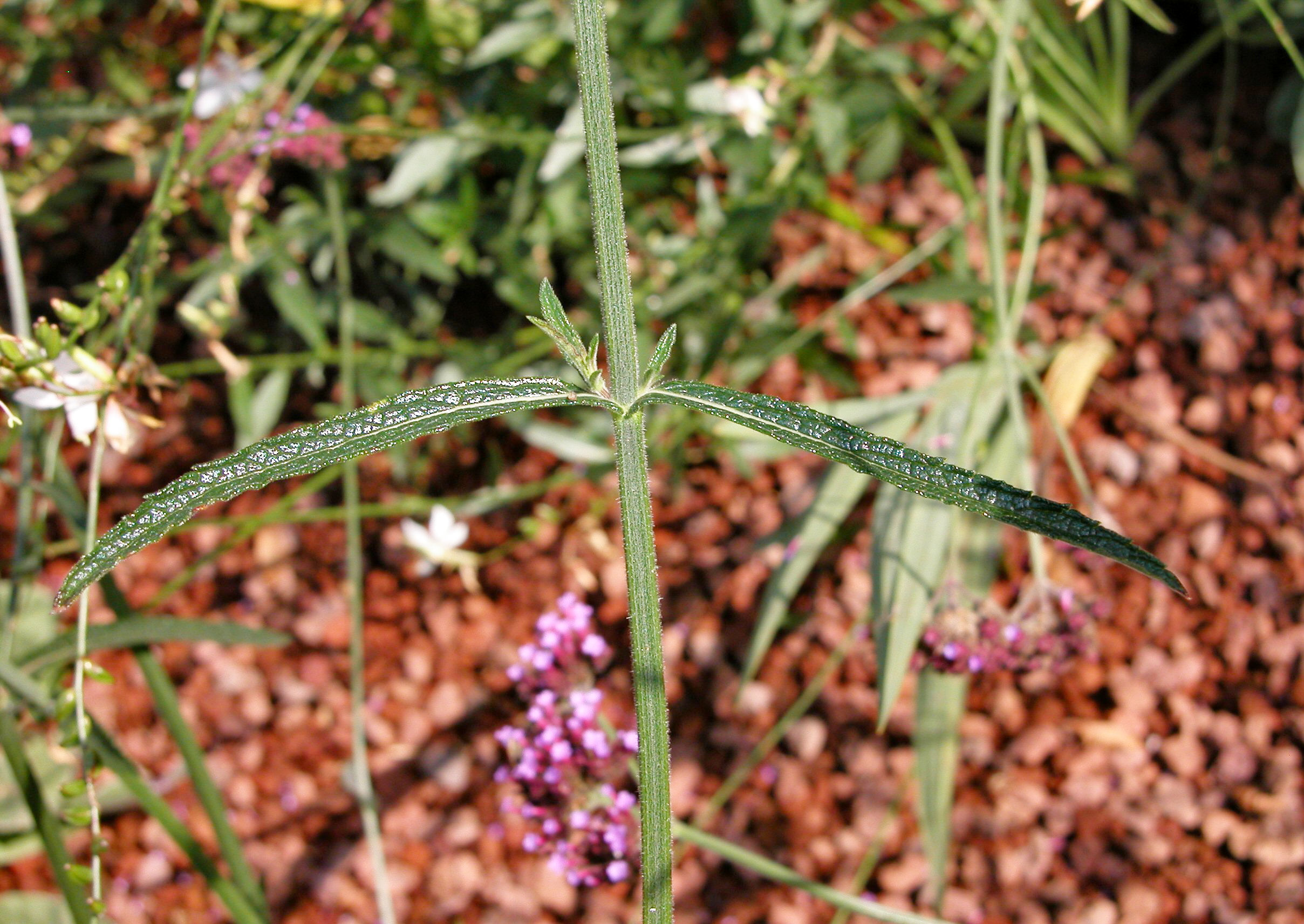
Stengel
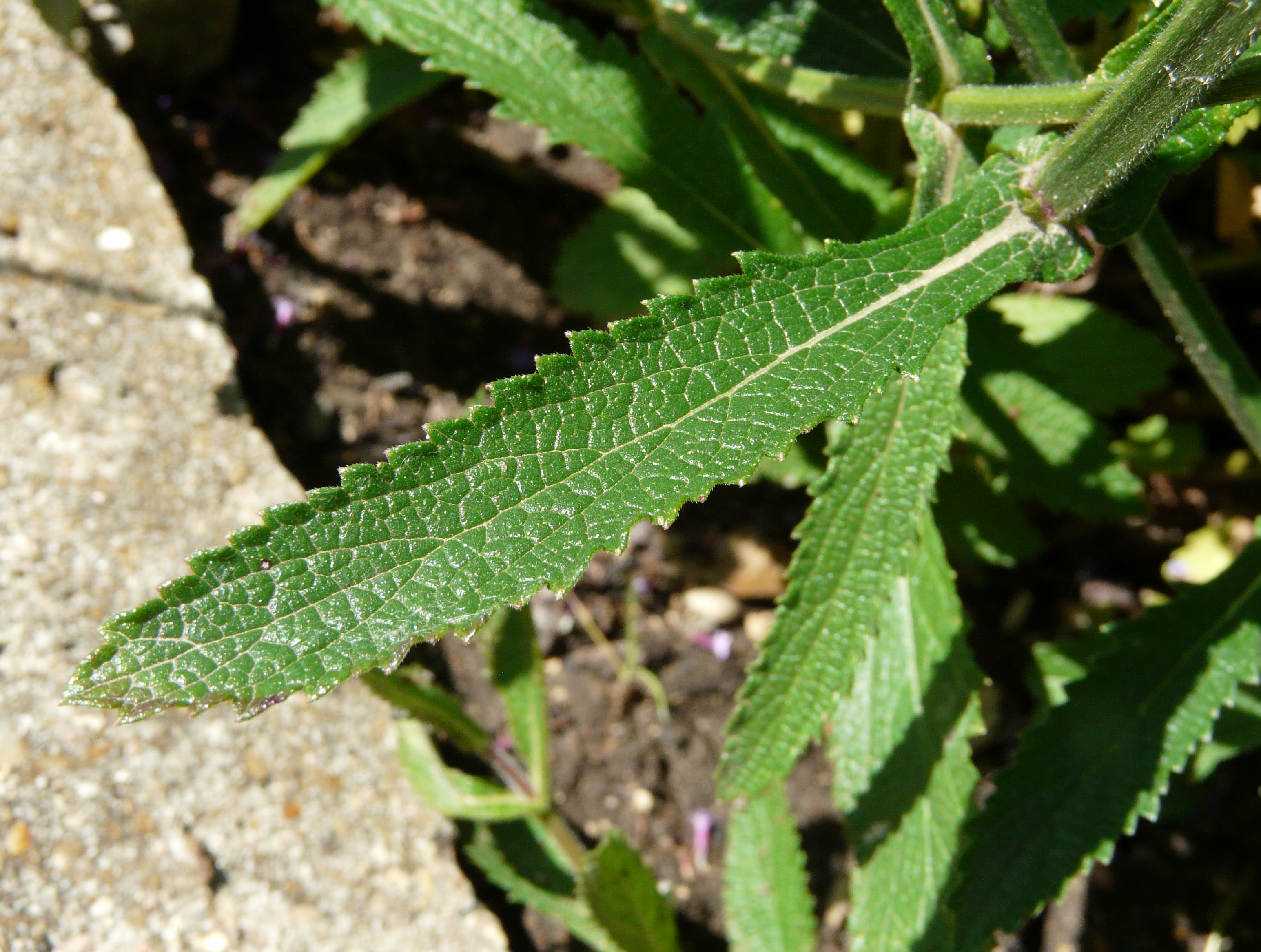
Blad
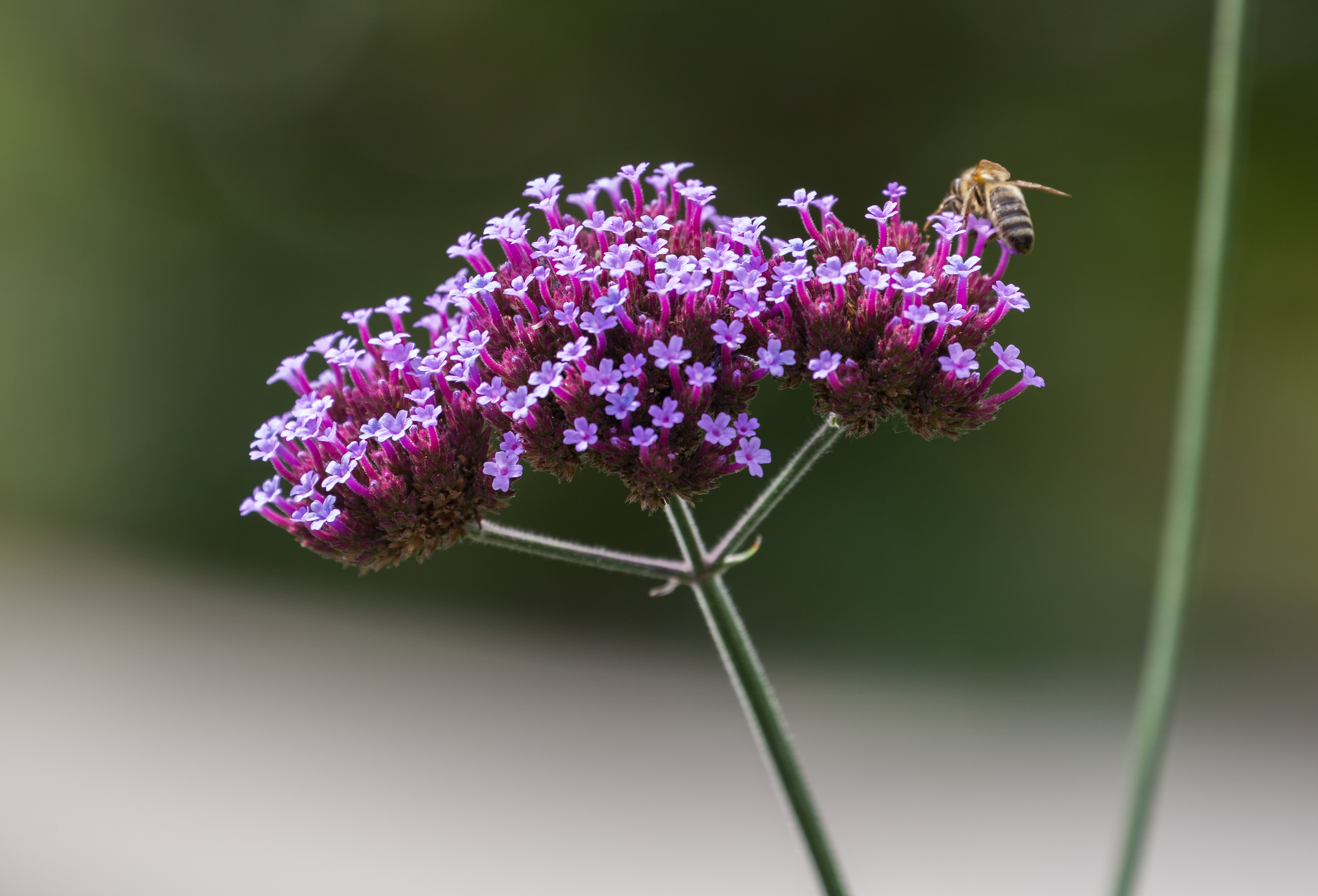
Bloeiwijze
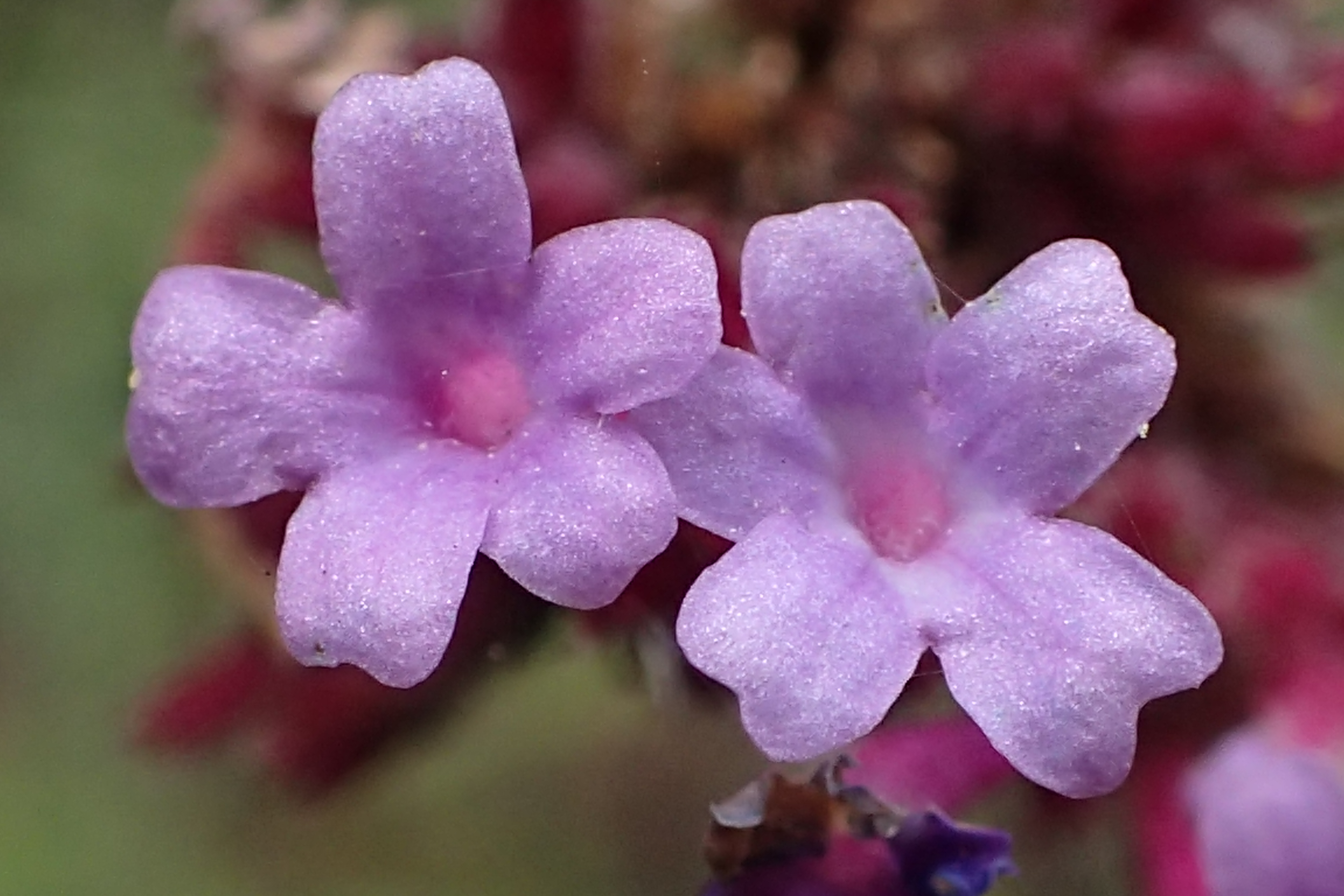
Bloemen
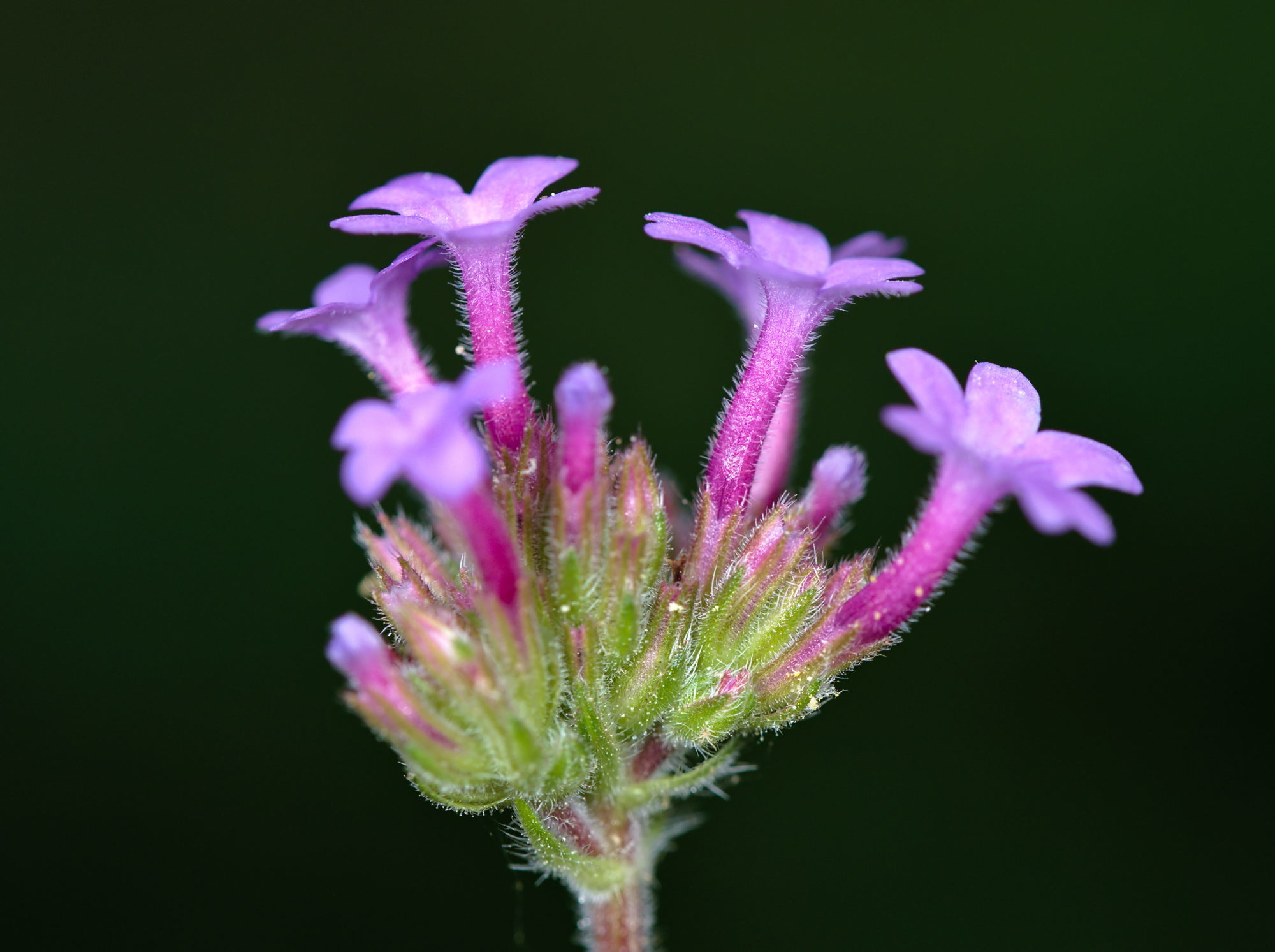
Bloemen
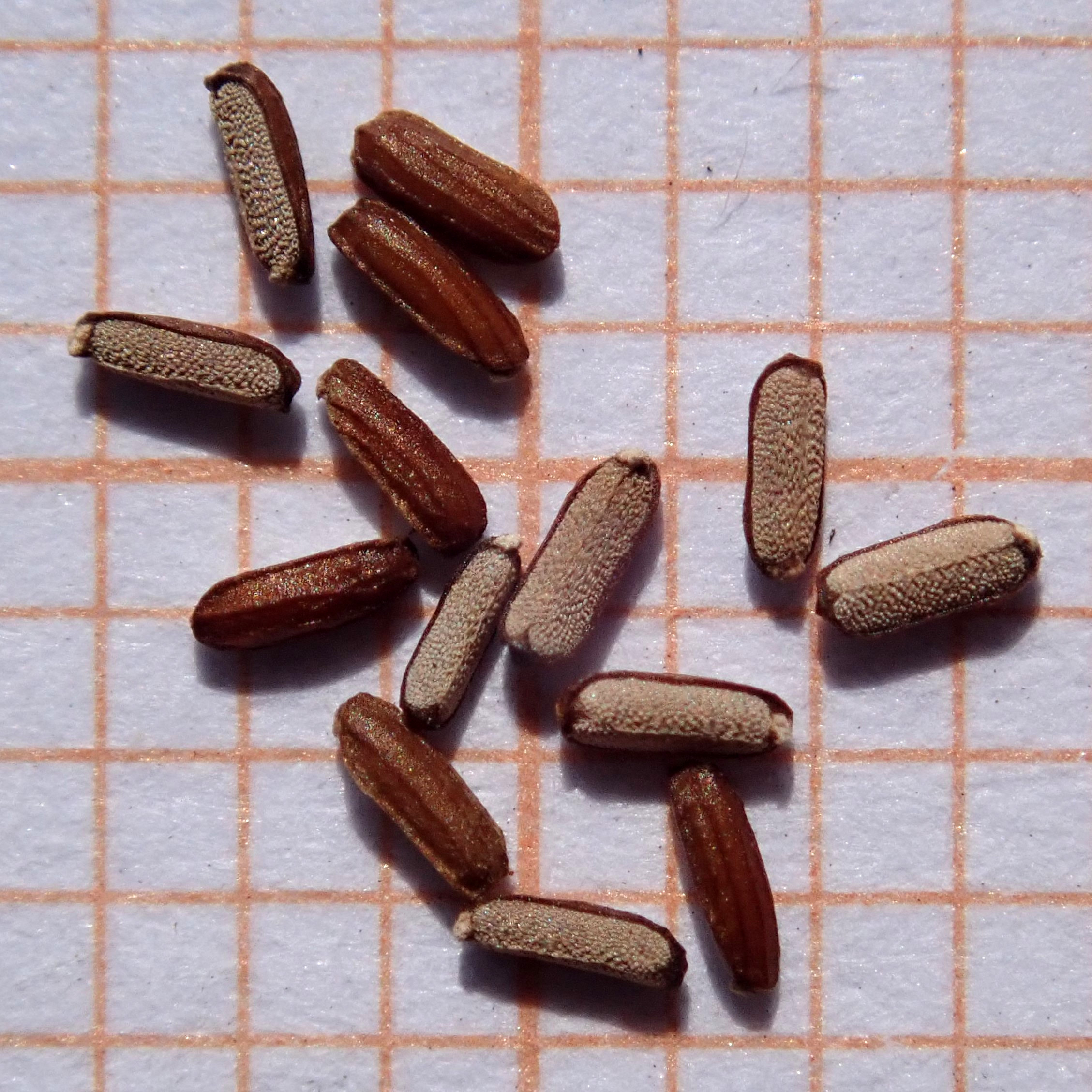
Nootjes
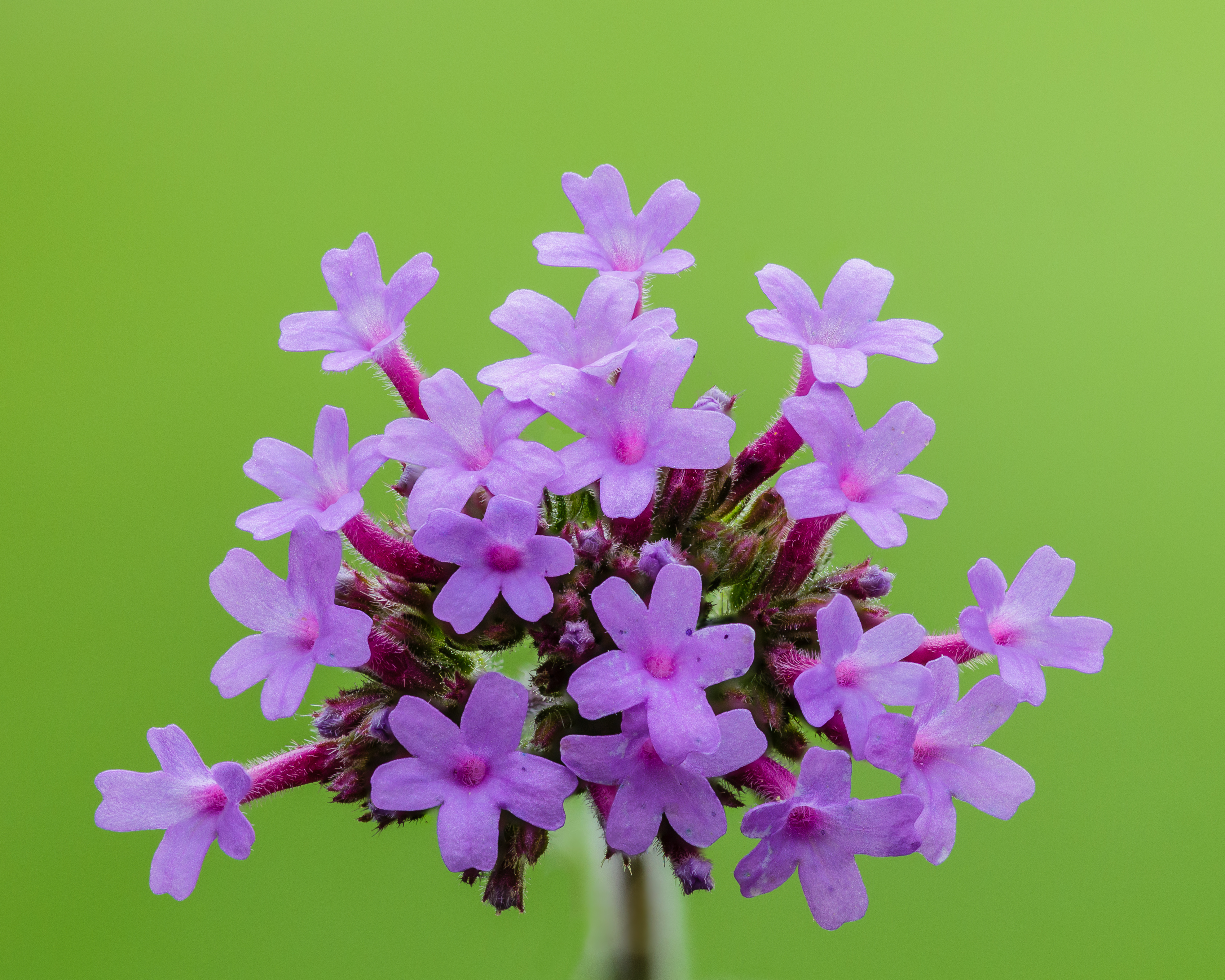
Bloeiwijze.

Stijf ijzerhard komt vooral tussen stenen voor.